# Noordpeene

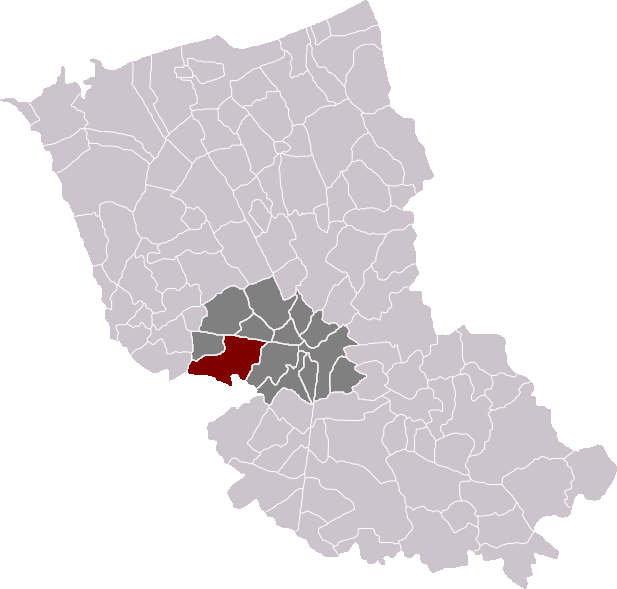
Localització de Noordpeene

Noordpeene (en neerlandès Noordpene, en flamenc occidental Nôordpene) és un municipi francès, situat a la regió dels Alts de França, al departament del Nord, que forma part de la Westhoek. L'any 2006 tenia 762 habitants. Limita al nord-oest amb Rubrouck, al nord-est amb Ochtezeele, a l'oest amb Buysscheure i Nieurlet, a l'est amb Zuytpeene, i al sud amb Clairmarais.

## Demografia
| 1962                                       | 1968 | 1975 | 1982 | 1990 | 1999 |
| ------------------------------------------ | ---- | ---- | ---- | ---- | ---- |
| 674                                        | 748  | 692  | 693  | 705  | 674  |
| Des de 1962: població sense dobles comptes |      |      |      |      |      |

## Administració
| Període   | Identitat       | Partit |
| --------- | --------------- | ------ |
| 1947-1953 | Pierre Devulder |        |
| 1953-1967 | George Depaeuw  |        |
| 1967-1983 | Germain Sokeel  |        |
| 1983-     | Jacques Drieux  |        |

## Personatges il·lustres
- Mathieu Elias: 1658-1741. Pintor actiu a París i a Dunkerque.
- Joseph Duvet: 1700-1803. Senyor de la Tour, primer alcalde de la vila el 1790.
- Tisje tasje: 1768-1842. Personatge spopular.
- Louis de Backer: 1814-1896. Advocat, jutge de pau i inspector de monuments històrics. Primer vicepresident del Comitè Flamenc de França.
- Camille Looten: 1855-1941. Sacerdot i president del Comitè Flamenc de França durant més de mig segle.
- Paul Hazard: 1878-1944. Historiador i assagista, partidari convençut de l'ensenyament del flamenc.